# Ladyginia gigantea
Ladyginia gigantea är en flockblommig växtart som först beskrevs av Leute, och fick sitt nu gällande namn av Pimenov och Kljuykov. Ladyginia gigantea ingår i släktet Ladyginia och familjen flockblommiga växter. Inga underarter finns listade i Catalogue of Life.